# Boreotrophon eucymatus
Boreotrophon eucymatus är en snäckart som beskrevs av Dall 1902. Boreotrophon eucymatus ingår i släktet Boreotrophon och familjen purpursnäckor. Inga underarter finns listade i Catalogue of Life.